# Пюклер-Бургхаус, Карл фон
Карл Фридрих фон Пюклер-Бургхаус (нем. Carl Friedrich von Pückler-Burghauss; 7 октября 1886 — 12 мая 1945) — немецкий военный деятель, группенфюрер СС и генерал-лейтенант войск СС, участник обеих мировых войн. Командующий войсками СС в имперском протекторате Богемия и Моравия.

## Биография
Из графского рода, в 1905 году вступил в кавалерию.
1 декабря 1931 года поступил в СА, стал бригадефюрером 1 мая 1937 года, затем 1 июля 1940 года перешёл в СС.
С января 1942 по март 1943 г. справлял должность высшего руководителя СС и полиции в Центральной России, а с мая 1943 по февраль 1944 г. командовал 15-й гренадерской дивизией СС. Возглавлял карательные операции против мирных жителей в Ленинградской, Псковской, Смоленской областях и Белоруссии.
К началу Пражского восстания находился на должности руководителя полиции г. Прага.
8 мая 1945 года возглавил остатки участвовавших в подавлении Пражского восстания 2-й танковой дивизия СС «Рейх», 5-й танковой дивизии СС «Викинг» и 44-й мотопехотной дивизии СС «Валленштейн» с целью прорыва на запад в американскую зону оккупации. Попытка сдачи в плен не удалась: сводные части СС были остановлены американцами на демаркационной линии невдалеке от чешского городка Пршибрам, в районе деревень Милин и Сливице. Не имея возможности сдаться в плен союзникам, эсэсовцы используя сильно пересеченную местность, создали систему окопов и пулеметных гнезд, закопали в землю оставшиеся у них орудия и танки, заняли круговую оборону. 11 мая этот укрепленный лагерь был атакован сначала диверсионными группами НКГБ СССР, а затем регулярными частями Красной армии из состава 2-й гвардейского механизированного корпуса 6-й гвардейской танковой армии при поддержке авиации 112-го гвардейского истребительного авиаполка. В результате длившегося сутки сражения под Сливице остатки войск СС были уничтожены. фон Пюклер-Бургхаус застрелился в штабном блиндаже.

### Брак и дети
20 мая 1913 года женился на принцессе Ольге Элизабет Саксен-Альтенбург (1886—1955), старшей дочери принца Альберта Саксен-Альтенбурга и принцессы Марии Прусской, старшей племяннице немецкого императора Вильгельма I. Принцесса Ольга была тесно связана с британской и шведской королевскими семьями через её тётю по материнской линии, Луизу Маргариту Прусскую, которая вышла замуж принца Артура Уильяма Патрика (принц Великобритании, герцог Коннаутский и Страхарнский), третьего сына королевы Виктории. Её кузиной была принцесса Маргарет, кронпринцесса Швеции.
В браке трое детей:
- Элла Виола (1914—1982) жена Андреаса Фридриха фон Флотова, имела троих детей
- Элеонора Рената (1919—1997) была дважды замужем, имела четырех детей
- Карл Рюдигер (1923, умер на 1-м году жизни).

В ряде источников содержатся недостоверные утверждения, что члены его семьи совершили самоубийство вместе с ним, не желая сдаваться в плен советским войскам.